# Ifakara Community Group
Ifakara Community Group (ICG) blev stiftet i oktober 2004 som en paraplyorganisation for små eksisterende uafhængige udviklingsprojekter i byen Ifakara i Tanzania, samt som en platform for etablering og udvikling af nye projekter i ICG-regi. Foruden de nævnte udviklingsprojekter deltog også en række privatpersoner i etableringen af foreningen. ICGs formål er at være et af religiøse, politiske og etniske forhold uafhængigt udgangspunkt for uafhængige og lokalt funderede udviklingsprojekter i Ifakara-området.
ICG samarbejder i Danmark med foreningen KILANGORO.
ICG er et forum for udveksling af erfaringer mellem de mindre projekter samt en struktur hvorigennem det private engagement i lokalsamfundet kan styrkes og koordineres. 

## Hovedaktiviteter/projekter
- Foreningen for kvindelige vævere i Ifakara (IWWA), som er et tidligere Mellemfolkeligt Samvirke-projekt med 87 medlemmer.
- IPHA+, som er en forening for HIV-smittede (48 medlemmer pr. marts 2006, hvoraf hovedparten er kvinder). Skolen for mentalt handikappede børn i Idete.
- ICGs HIV/AIDS-oplysningsprogram.